# Sella (Spanyolország)
Sella község Spanyolországban, Alicante tartományban. Lakosainak száma 604 fő (2024). Sella Alcoleja, Benifato, Benimantell, Confrides, Finestrat, Orxeta, Penàguila és Relleu községekkel határos.

## Népesség
A település lakosságának változását az alábbi diagram mutatja:
| Lakosok száma | 595  | 620  | 650  | 652  | 636  | 584  | 584  | 580  | 578  | 604  |
|               | 2001 | 2004 | 2006 | 2009 | 2011 | 2014 | 2016 | 2019 | 2021 | 2024 |